# Справа в кепці
«Справа в кепці» (рос. Дело в кепке) — документальний фільм-розслідування, присвячений критиці діяльності мера Москви Юрія Лужкова і його дружини Олени Батуріної, показаний 10 вересня 2010 по російському телеканалу НТВ у програмі «Надзвичайна подія. Розслідування».
Назва фільму відсилає до російської приказки «справа в капелюсі».
Авторами фільму були порушені гучні скандали та маловідомі факти з життя Юрія Лужкова і його діяльності на посаді мера Москви.
- Смог у Москві в серпні 2010 року
- Скандал із вирубкою Хімкинського лісу
- Розслідування відносно Олександра Рябініна та Йосипа Рейханова
- Виселення старожилів з Південного Бутова
- Взаємовідносини Лужкова і колишнього власника Черкізівського ринку Тельмана Ісмаїлова
- Ситуація з будівництвом і ринком житла в Москві
- Ситуація з будівництвом і ремонтом московських доріг
- Комерційна діяльність Олени Батуриної

Демонстрація фільму через супутникову систему НТВ переривалася приблизно на 10 хвилин через технічні несправності.
Також у недільний день 13.09.2010 сюжети про діяльність мерії Москви показав російський Перший канал та ВДТРК.

## Наслідки
Голова ради партії «Єдина Росія», спікер Держдуми РФ Борис Гризлов заявив, що факти, озвучені у фільмі, вимагають додаткової перевірки, що фільм буде обговорюватися на раді партії, а також з президентом Дмитром Медведєвим, прем'єр-міністром Володимиром Путіним і самим Юрієм Лужковим.

## Відео
- Фільм Річ у кепці. 1 частина [Архівовано 25 вересня 2010 у Wayback Machine.] на сайті YouTube
- Фільм Річ у кепці. 2 частина на сайті YouTube
- Фільм Річ у кепці[недоступне посилання з липня 2019] на сайті RuTube
- Репортаж «Вістей» про Лужкова [Архівовано 24 вересня 2016 у Wayback Machine.] на сайті YouTube